# Construcción Proy
En geometría algebraica, el operador Proy es una construcción análoga al espectro-de-un-anillo en los esquemas afines, que produce objetos con las propiedades típicas de los espacios proyectivos y de las variedades proyectivas. La construcción, si bien no es funtorial, es una herramienta fundamental en la teoría de esquermas.
En este artículo se asumirá que todos los anillos considerados son conmutativos y con elemento identidad.

## Proy de un anillo graduado

### Proy como conjunto
Sea {\displaystyle S} un álgebra graduada, donde: {\displaystyle S=\bigoplus _{i\geq 0}S_{i}} es la descomposición de la suma directa asociada con la graduación. El ideal irrelevante de {\displaystyle S} es el ideal de elementos de grado positivo: {\displaystyle S_{+}=\bigoplus _{i>0}S_{i}.} 
Se dice que un ideal es homogéneo si está generado por elementos homogéneos. Entonces, como conjunto: {\displaystyle \operatorname {Proy} S=\{P\subset S{\text{  ideal primo homogéneo, }}S_{+}\not \subset P\}.} Por brevedad, a veces se escribe {\displaystyle X} en lugar de {\displaystyle \operatorname {Proy} S}.

### Proy como espacio topológico
Se puede definir una topología, denominada topología de Zariski, en {\displaystyle \operatorname {Proy} S} definiendo los conjuntos cerrados como aquellos de la forma
{\displaystyle V(a)=\{p\in \operatorname {Proy} S\mid a\subseteq p\},}
donde {\displaystyle a} es un álgebra graduada de {\displaystyle S}. Como en el caso de los esquemas afines, se comprueba rápidamente que los {\displaystyle V(a)} forman los conjuntos cerrados de una topología sobre {\displaystyle X}.
De hecho, si {\displaystyle (a_{i})_{i\in I}} es una familia de ideales, entonces se tiene que {\textstyle \bigcap V(a_{i})=V\left(\sum a_{i}\right)} y si el conjunto de indexación "I" es finito, entonces {\textstyle \bigcup V(a_{i})=V\left(\prod a_{i}\right)}.
De manera equivalente, se pueden tomar los conjuntos abiertos como punto de partida y definir
{\displaystyle D(a)=\{p\in \operatorname {Proy} S\mid a\not \subseteq p\}.}
Una abreviatura común es denotar {\displaystyle D(Sf)} por {\displaystyle D(f)}, donde {\displaystyle Sf} es el ideal generado por {\displaystyle f}. Para cualquier ideal {\displaystyle a}, los conjuntos {\displaystyle D(a)} y {\displaystyle V(a)} son complementarios y, por tanto, la misma prueba anterior demuestra que los conjuntos {\displaystyle D(a)} forman una topología en {\displaystyle \operatorname {Proy} S}. La ventaja de este enfoque es que los conjuntos {\displaystyle D(f)}, donde {\displaystyle f} abarca todos los elementos homogéneos del anillo {\displaystyle S}, forman una base para esta topología, que es una herramienta indispensable para el análisis de {\displaystyle \operatorname {Proy} S}, al igual que el hecho análogo para el espectro de un anillo también es indispensable.

### Proy como esquema
También se construye un haz en {\displaystyle \operatorname {Proy} S}, llamado haz de estructura como en el caso afín, lo que lo convierte en un esquema. Como en el caso de la construcción Espec, hay muchas maneras de proceder: la más directa, que también sugiere mucho la construcción de funciones regulares sobre una variedad proyectiva en la geometría algebraica clásica, es la siguiente. Para cualquier conjunto abierto {\displaystyle U} de {\displaystyle \operatorname {Proy} S} (que es, por definición, un conjunto de ideales primos homogéneos de {\displaystyle S} que no contiene a {\displaystyle S_{+}}), se define el anillo {\displaystyle O_{X}(U)} como el conjunto de todas las funciones:
{\displaystyle f\colon U\to \bigcup _{p\in U}S_{(p)}}
(donde {\displaystyle S_{(p)}} denota el subanillo del anillo de fracciones {\displaystyle S_{p}} que consta de fracciones de elementos homogéneos del mismo grado) tal que para cada ideal primo {\displaystyle p} de {\displaystyle U}:
1. {\displaystyle f(p)} es un elemento de {\displaystyle S_{(p)}};
2. Existe un subconjunto abierto {\displaystyle V\subset U} que contiene {\displaystyle p} y elementos homogéneos {\displaystyle s,t} de {\displaystyle S} del mismo grado tal que para cada ideal primo {\displaystyle q} de {\displaystyle V}:
  - {\displaystyle t} no está en {\displaystyle q};
  - {\displaystyle f(q)=s/t}

De la definición se deduce inmediatamente que {\displaystyle O_{X}(U)} forma un haz de anillos {\displaystyle O_{X}} sobre {\displaystyle \operatorname {Proy} S}, y se puede demostrar que el par ({\displaystyle \operatorname {Proy} S}, {\displaystyle O_{X}}) es de hecho un esquema (esto se logra mostrando que cada uno de los subconjuntos abiertos {\displaystyle D(f)} es de hecho un esquema afín).

### Haz asociado a un módulo graduado
La propiedad esencial de {\displaystyle S} para la construcción anterior es la capacidad de formar localizaciones {\displaystyle S_{(p)}} para cada ideal primo {\displaystyle p} de {\displaystyle S}. Esta propiedad también la posee cualquier álgebra graduada {\displaystyle M} sobre {\displaystyle S} y, por lo tanto, con las modificaciones menores apropiadas, la sección anterior construye para cualquier {\displaystyle M} un haz, denotado como {\displaystyle {\tilde {M}}}, de módulos {\displaystyle O_{X}} en {\displaystyle \operatorname {Proy} S}. Este haz es cuasicoherente por construcción. Si {\displaystyle S} es generado por un número finito de elementos de grado {\displaystyle 1} (por ejemplo, un anillo polinómico o un cociente homogéneo del mismo), todos los haces cuasicoherentes en {\displaystyle \operatorname {Proy} S} surgen de módulos graduados mediante esta construcción. El módulo calificado correspondiente no es único.

### Haz retorcido de Serre
Un caso especial del haz asociado a un módulo graduado es cuando se toma {\displaystyle M} como {\displaystyle S} con una calificación diferente: es decir, se deja que los elementos de grado {\displaystyle d} de {\displaystyle M} sean los elementos de grado {\displaystyle (d+1)} de {\displaystyle S}, entonces:{\displaystyle M_{d}=S_{d+1}}y denota {\displaystyle M=S(1)}. Entonces, se obtiene {\displaystyle {\tilde {M}}} como un haz cuasicoherente en {\displaystyle \operatorname {Proy} S}, denotado como {\displaystyle O_{X}(1)} o simplemente {\displaystyle {\mathcal {O}}(1)}, llamado haz retorcido de Serre. Se puede comprobar que {\displaystyle {\mathcal {O}}(1)} es de hecho un haz invertible.
Una razón de la utilidad de {\displaystyle {\mathcal {O}}(1)} es que recupera la información algebraica de {\displaystyle S} perdida cuando, en la construcción de {\displaystyle O_{X}}, se pasa a fracciones de grado cero. En el caso del espectro de un anillo A, las secciones globales de la estructura forman el propio A, mientras que las secciones globales de {\displaystyle {\mathcal {O}}_{X}} aquí forman solo los elementos de grado cero de {\displaystyle S}. Si  se define
{\displaystyle {\mathcal {O}}(n)=\bigotimes _{i=1}^{n}{\mathcal {O}}(1)}
entonces, cada {\displaystyle {\mathcal {O}}(n)} contiene la información de grado {\displaystyle n} sobre {\displaystyle S}, denotada como {\displaystyle S_{n}}, y en conjunto contienen toda la información de calificación que se perdió. Asimismo, para cualquier haz de {\displaystyle {\mathcal {O}}_{X}} módulos graduado {\displaystyle N}, se define
{\displaystyle N(n)=N\otimes {\mathcal {O}}(n)}
y se espera que este haz retorcido contenga información de clasificación sobre {\displaystyle N}. En particular, si {\displaystyle N} es el haz asociado a un módulo {\displaystyle S} graduado {\displaystyle M}, también se espera que contenga la información de clasificación perdida sobre {\displaystyle M}. Esto sugiere, aunque erróneamente, que "{\displaystyle S}" de hecho puede reconstruirse a partir de estos haces. Pero como:{\displaystyle \bigoplus _{n\geq 0}H^{0}(X,{\mathcal {O}}_{X}(n))}, esto es cierto solo en el caso de que {\displaystyle S} sea un anillo polinómico, como se muestra a continuación. Esta situación debe contrastarse con el hecho de que el funcional espec es adjunto al functor de secciones globales en la categoría de espacios localmente anillados.

### n-espacio proyectivo
Si {\displaystyle A} es un anillo, se define el espacio proyectivo n sobre {\displaystyle A} como esquema.
{\displaystyle \mathbb {P} _{A}^{n}=\operatorname {Proy} A[x_{0},\ldots ,x_{n}].}
La clasificación en el anillo polinómico {\displaystyle S=A[x_{0},\ldots ,x_{n}]} se define dejando que cada {\displaystyle x_{i}} tenga grado uno y cada elemento de {\displaystyle A}, grado cero. Comparando esto con la definición de {\displaystyle {\mathcal {O}}(1)} anterior, se ve que las secciones de {\displaystyle {\mathcal {O}}(1)} son en realidad polinomios lineales homogéneos, generados por los propios {\displaystyle x_{i}}. Esto sugiere otra interpretación de {\displaystyle {\mathcal {O}}(1)}, es decir, como el haz de coordenadas para {\displaystyle \operatorname {Proy} S}, ya que las {\displaystyle x_{i}} son literalmente las coordenadas del {\displaystyle n}-espacio proyectivo.

## Ejemplos de Proy

### Proy sobre la recta afín
Si se considera que el anillo base sea {\displaystyle A=\mathbb {C} [\lambda ]}, entonces: {\displaystyle X=\operatorname {Proy} \left({\frac {A[X,Y,Z]_{\bullet }}{(ZY^{2}-X(X-Z)(X-\lambda Z))_{\bullet }}}\right)} tiene un morfismo proyectivo canónico con respecto a la recta afín {\displaystyle \mathbb {A} _{\lambda }^{1}} cuyas fibras son curvas elípticas excepto en los puntos {\displaystyle \lambda =0,1} donde las curvas degeneran en curvas nodales. Entonces, existe una fibración: {\displaystyle {\begin{matrix}E_{\lambda }&\longrightarrow &X\\&&\downarrow \\&&\mathbb {A} _{\lambda }^{1}-\{0,1\}\end{matrix}}} que también es un morfismo suave de esquemas (lo que se puede verificar usando el criterio jacobiano).

### Hipersuperficies proyectivas y variedades
La hipersuperficie proyectiva {\displaystyle \operatorname {Proy} \left(\mathbb {C} [X_{0},\ldots ,X_{4}]/(X_{0}^{5}+\cdots +X_{4}^{5})\right)} es un ejemplo de triple quíntico de Fermat que también es una variedad de Calabi-Yau. Además de las hipersuperficies proyectivas, cualquier variedad proyectiva recortada por un sistema de polinomios homogéneos {\displaystyle f_{1}=0,\ldots ,f_{k}=0} en {\displaystyle (n+1)} variables se puede convertir en un esquema proyectivo utilizando la construcción Proy para el álgebra graduada:{\displaystyle {\frac {k[X_{0},\ldots ,X_{n}]_{\bullet }}{(f_{1},\ldots ,f_{k})_{\bullet }}}} dando una incorporación de variedades proyectivas en esquemas proyectivos.

### Espacio proyectivo ponderado
Los espacios proyectivos ponderados se pueden construir utilizando un anillo polinómico cuyas variables tienen grados no estándar. Por ejemplo, el espacio proyectivo ponderado {\displaystyle \mathbb {P} (1,1,2)} corresponde a tomar {\displaystyle \operatorname {Proy} } del anillo {\displaystyle A[X_{0},X_{1},X_{2}]} donde {\displaystyle X_{0},X_{1}} tiene peso {\displaystyle 1} mientras que {\displaystyle X_{2}} tiene peso 2.

### Anillos bigraduados
La construcción proy se extiende a anillos bigraduados y multigraduados. Geométricamente, esto corresponde a tomar productos de esquemas proyectivos. Por ejemplo, dados los anillos graduados:
{\displaystyle A_{\bullet }=\mathbb {C} [X_{0},X_{1}],{\text{ }}B_{\bullet }=\mathbb {C} [Y_{0},Y_{1}]}
con el grado de cada generador {\displaystyle 1}. Entonces, el producto tensorial de estas álgebras sobre {\displaystyle \mathbb {C} } genera el álgebra bigraduada:
{\displaystyle {\begin{aligned}A_{\bullet }\otimes _{\mathbb {C} }B_{\bullet }&=S_{\bullet ,\bullet }\\&=\mathbb {C} [X_{0},X_{1},Y_{0},Y_{1}]\end{aligned}}}
donde {\displaystyle X_{i}} tiene peso {\displaystyle (1,0)} y además {\displaystyle Y_{i}} tiene peso {\displaystyle (0,1)}. Entonces, la construcción proy da:
{\displaystyle {\text{Proy}}(S_{\bullet ,\bullet })=\mathbb {P} ^{1}\times _{{\text{Espec}}(\mathbb {C} )}\mathbb {P} ^{1}}
que es un producto de esquemas proyectivos. Hay un embebido de tales esquemas en el espacio proyectivo tomando el álgebra graduada total: {\displaystyle S_{\bullet ,\bullet }\to S_{\bullet }} donde un elemento de grado {\displaystyle (a,b)} se considera como un elemento de grado {\displaystyle (a+b)}. Esto significa que la pieza {\displaystyle k} de {\displaystyle S_{\bullet }} es el módulo: {\displaystyle S_{k}=\bigoplus _{a+b=k}S_{a,b}} Además, el esquema {\displaystyle {\text{Proy}}(S_{\bullet ,\bullet })} ahora viene con haces bigraduados {\displaystyle {\mathcal {O}}(a,b)} que son el producto tensorial de los haces {\displaystyle \pi _{1}^{*}{\mathcal {O}}(a)\otimes \pi _{2}^{*}{\mathcal {O}}(b)} donde: {\displaystyle \pi _{1}:{\text{Proy}}(S_{\bullet ,\bullet })\to {\text{Proy}}(A_{\bullet })} y :{\displaystyle \pi _{2}:{\text{Proy}}(S_{\bullet ,\bullet })\to {\text{Proy}}(B_{\bullet })} son las proyecciones canónicas que provienen de las inyecciones de estas álgebras del diagrama de producto tensorial de álgebras conmutativas.

## Proy global
Una generalización de la construcción de Proy reemplaza el anillo S con un haz de álgebras y produce, como resultado, un esquema que podría considerarse como una fibración de anillos de proy. Esta construcción se utiliza a menudo, por ejemplo, para construir el espacio proyectivo paquetes sobre un esquema base.

### Supuestos
Formalmente, sea X cualquier esquema y S un haz de álgebras graduadas {\displaystyle O_{X}} (cuya definición es similar a la definición de {\displaystyle O_{X}}-módulos en un espacio localmente anillado): es decir, un haz con una descomposición de la suma
{\displaystyle S=\bigoplus _{i\geq 0}S_{i}}
donde cada {\displaystyle S_{i}} es un módulo {\displaystyle O_{X}} tal que para cada subconjunto abierto U de X, S(U) es un álgebra {\displaystyle O_{X}(U)} y la descomposición de suma directa resultante
{\displaystyle S(U)=\bigoplus _{i\geq 0}S_{i}(U)}
es una calificación de esta álgebra como un anillo. Aquí se supone que {\displaystyle S_{0}=O_{X}}. Se hace la suposición adicional de que S es un haz cuasi-coherente. Esta es una suposición de consistencia en las secciones de diferentes conjuntos abiertos que es necesaria para que la construcción avance.

### Construcción
En esta configuración se puede construir un esquema {\displaystyle \operatorname {\mathbf {Proy} } S} y una aplicación de "proyección" p sobre X tal que para cada afín abierto U de X,
{\displaystyle (\operatorname {\mathbf {Proy} } S)|_{p^{-1}(U)}=\operatorname {Proy} (S(U)).}
Esta definición sugiere que se construya {\displaystyle \operatorname {\mathbf {Proy} } S} definiendo primero los esquemas {\displaystyle Y_{U}} para cada U afín abierto, estableciendo que
{\displaystyle Y_{U}=\operatorname {Proy} S(U),}
y aplica {\displaystyle p_{U}\colon Y_{U}\to U}, y luego se demuestra que estos datos se pueden pegar "sobre" cada intersección de dos afines abiertos U y V para formar un esquema Y que se define como {\displaystyle \operatorname {\mathbf {Proy} } S}. No es difícil demostrar que definir cada {\displaystyle p_{U}} como la aplicación correspondiente a la inclusión de {\displaystyle O_{X}(U)} en S(U) como elementos de grado cero produce la consistencia necesaria de {\displaystyle p_{U}}, mientras que la consistencia de los propios {\displaystyle Y_{U}} se deriva del supuesto de cuasi coherencia en S.

### Haz retorcido
Si S tiene la propiedad adicional de que {\displaystyle S_{1}} es un haz coherente y genera localmente S sobre {\displaystyle S_{0}} (es decir, cuando se pasa al tallo del haz S en un punto x de X, que es un álgebra graduada cuyos elementos de grado cero forman el anillo {\displaystyle O_{X,x}} y luego el de grado uno (los elementos forman un módulo generado finitamente sobre {\displaystyle O_{X,x}} y también generan el tallo como un álgebra sobre él), entonces se puede hacer una construcción adicional. Sobre cada U afín abierto, Proy S(U) lleva un haz invertible O(1), y la suposición que se acaba de hacer asegura que estos haces se pueden pegar igual que el {\displaystyle Y_{U}} anterior. El haz resultante en {\displaystyle \operatorname {\mathbf {Proy} } S} también se denota O(1) y tiene para {\displaystyle \operatorname {\mathbf {Proy} } S} el mismo propósito que el haz retorcido en el Proy de un anillo.

### Proy de un haz cuasi coherente
Sea {\displaystyle {\mathcal {E}}} un haz cuasi coherente en un esquema {\displaystyle X}. El haz de álgebras simétricas {\displaystyle \mathbf {Sym} _{O_{X}}({\mathcal {E}})} es naturalmente un haz cuasi coherente de módulos {\displaystyle O_{X}} graduados, generados por elementos de grado 1. El esquema resultante se denota por {\displaystyle \mathbb {P} ({\mathcal {E}})}. Si {\displaystyle {\mathcal {E}}} es de tipo finito, entonces su morfismo canónico {\displaystyle p:\mathbb {P} ({\mathcal {E}})\to X} es un morfismo proyectivo.
Para cualquier {\displaystyle x\in X}, la fibra del morfismo anterior sobre {\displaystyle x} es el espacio proyectivo {\displaystyle \mathbb {P} ({\mathcal {E}}(x))} asociado al dual del espacio vectorial {\displaystyle {\mathcal {E}}(x):={\mathcal {E}}\otimes _{O_{X}}k(x)} sobre {\displaystyle k(x)}.
Si {\displaystyle {\mathcal {S}}} es un haz cuasi coherente de módulos {\displaystyle O_{X}} graduados, generados por {\displaystyle {\mathcal {S}}_{1}} y tales que {\displaystyle {\mathcal {S}}_{1}} es de tipo finito, entonces {\displaystyle \mathbf {Proy} {\mathcal {S}}} es un subesquema cerrado de {\displaystyle \mathbb {P} ({\mathcal {S}}_{1})} y luego es proyectivo sobre {\displaystyle X}. De hecho, todo subesquema cerrado de un {\displaystyle \mathbb {P} ({\mathcal {E}})} proyectivo tiene esta forma.

### Paquetes espaciales proyectivos
Como caso especial, cuando {\displaystyle {\mathcal {E}}} está localmente libre del rango {\displaystyle n+1}, se obtiene un paquete proyectivo {\displaystyle \mathbb {P} ({\mathcal {E}})} sobre {\displaystyle X} de dimensión relativa {\displaystyle n}. De hecho, si se toma un recubrimiento de X mediante afines abiertos {\displaystyle U=\operatorname {Spec} (A)} de manera que cuando se restringe a cada uno de estos, {\displaystyle {\mathcal {E}}} es libre sobre A, entonces
{\displaystyle \mathbb {P} ({\mathcal {E}})|_{p^{-1}(U)}\simeq \operatorname {Proy} A[x_{0},\dots ,x_{n}]=\mathbb {P} _{A}^{n}=\mathbb {P} _{U}^{n},}
y por tanto {\displaystyle \mathbb {P} ({\mathcal {E}})} es un paquete espacial proyectivo. Se pueden construir muchas familias de variedades como subesquemas de estos haces proyectivos, como la familia de curvas elípticas de Weierstrass. Para más detalles, consúltese el artículo principal.

## Ejemplo de Proy global
El proyecto global se puede utilizar para construir el pincel de Lefschetz. Por ejemplo, sea {\displaystyle X=\mathbb {P} _{s,t}^{1}} y tómense polinomios homogéneos {\displaystyle f,g\in \mathbb {C} [x_{0},\ldots ,x_{n}]} de grado k. Se puede considerar el haz ideal {\displaystyle {\mathcal {I}}=(sf+tg)} de {\displaystyle {\mathcal {O}}_{X}[x_{0},\ldots ,x_{n}]} y construir un proy global de este haz cociente de álgebras {\displaystyle {\mathcal {O}}_{X}[x_{0},\ldots ,x_{n}]/{\mathcal {I}}}. Esto puede describirse explícitamente como el morfismo proyectivo {\displaystyle \operatorname {Proy} (\mathbb {C} [s,t][x_{0},\ldots ,x_{n}]/(sf+tg))\to \mathbb {P} _{s,t}^{1}}.